# Services d'installation à distance
 (août 2020).
Si vous disposez d'ouvrages ou d'articles de référence ou si vous connaissez des sites web de qualité traitant du thème abordé ici, merci de compléter l'article en donnant les références utiles à sa vérifiabilité et en les liant à la section « Notes et références ».
Pour les articles homonymes, voir RIS.
Le Service d'installation à distance (Remote Installation Services ou RIS) est une fonctionnalité pour les versions serveurs des systèmes d'exploitation Microsoft qui permet à des ordinateurs dont le BIOS prend en charge le Preboot eXecution Environment (PXE) d'exécuter de façon distante des variables d'environnement de démarrage.
En bref, un PC peut démarrer (booter) d'une grande variété de méthodes - via des disquettes, via le disque dur local et autres médias ou via le réseau. Au moment du boot, une machine ayant été configurée pour démarrer en premier sur le PXE va émettre une requête BOOTP sur le réseau. Le BOOTP et le DHCP sont apparentés - une station de travail envoie une requête pour obtenir un identifiant unique de second niveau TCP/IP (adresse IP) basé sur l'adresse MAC de la carte réseau de la machine (un numéro unique constitué de deux parties - un code fabricant et un numéro unique correspondant à la carte). La machine va aussi rendre disponible son GUID ou UUID (Globally Unique Identifier / Universally Unique Identifier) si la machine en possède un. Si elle a un GUID, la machine va rendre disponible son GUID/UUID avant son adresse MAC.
Une fois reçu, un serveur de BOOTP ne fournira pas seulement une adresse IP à la machine, mais permettra de booter à partir d'un support distant. Dans ce cas, le serveur RIS de Microsoft fournira une image de boot comme celle stockée sur une disquette de démarrage, qui peut être utilisée pour atteindre un fichier image, sur un troisième système tel que Ghost de Symantec ou TrueImage de Acronis.  
À la suite de l'exécution, le système se configurera en fonction de cette information et permettra au système de booter comme si une disquette était insérée. À la suite de l'utilisation d'une image sur un troisième système, il sera nécessaire de modifier directement la base de registre pour changer le SID, le numéro identifiant unique du système, ou, en utilisant l'utilitaire sysprep de Microsoft, relancer la configuration finale de l'installation, ce qui générera un nouveau SID et, si cela est nécessaire, joindra la machine à un domaine Windows.
Sur Windows 2003, quatre services sont requis pour fournir le service d'installation à distance. Il s'agit du DHCP, du DNS, de l'AD et du RIS (Remote Installation Service). Ce dernier service  agit en doublon comme serveur proxy de DHCP pour fournir un service de Boot et des instructions de nom de fichier aux clients. Ceux-ci sont prioritaires sur toutes options envoyées par le serveur DHCP lui-même. Le Service d'Installation à Distance utilise le port UDP 4011, et fournit aux clients le contenu de l'affichage permettant de choisir le système d'exploitation. De plus, ce service fournit des pilotes (tels que ceux de cartes d'interface réseau) pour les clients. Ceux-ci sont requis pour lancer l'application de choix du système d'exploitation, et lui permette de monter le point de partage (appelé généralement REMINST) où les images sont stockées.
Il est possible d'installer ou booter d'autres systèmes d'exploitation grâce au RIS, par exemple une distribution GNU/Linux au travers du Linux Terminal Server Project.
Le RIS a été remplacé par "Windows Deployment Services" (WDS) dans le Service Pack 2 de Windows Server 2003 et Windows Vista.

## Windows Deployment Services
Le successeur de RIS est connu sous le nom de Windows Deployment Services (WDS), et est prévu pour réaliser des déploiements à distance à la fois des versions existantes de Windows Vista et Windows Server 2008 et des versions précédentes Windows XP et Windows Server 2003. WDS est inclus dans les versions x32 et x64 bits de Windows Server 2008 en tant que rôle et est disponible pour Windows Server 2003 à partir du service pack 2. WDS est prévu pour déployer Windows sur des machines nues. Le déploiement de Windows Vista et Windows Server 2008 peut être totalement automatisé et personnalisé en utilisant des fichiers personnalisés unattend.xml. L’automatisation peut comprendre le nommage de la machine, la jonction de la machine dans un domaine, l’installation des rôles de server ou de paramètres ou de composants du bureau.
Une des nouvelles fonctionnalités majeure dans la variante de WDS sous Windows Server 2008 est qu’elle supporte les déploiements en multicast. Le multicast dans WDS possède une fonctionnalité innovante appelée auto-cast avec laquelle les clients peuvent rejoindre une session multicast qui a déjà démarré. Le server WDS va « envelopper » le multicast pour que n’importe quel client qui a rejoint le multicast après le début de la session puisse récupérer les données manquantes. Un déploiement auto-cast va continuer tant que des clients continuent à demander la même image. Le multicast de WDS utilise le protocole Internet IGMP.
Pour utiliser un serveur PXE WDS, le serveur doit être configuré avec le rôle WDS et le client nécessite Windows PE 2.0. Le WAIK et les supports d’installation de Windows 2008 et Vista incluent une copie de Windows PE 2.0.